# أفراسياب ختك
أفراسياب ختك (بالبشتوية: افراسیاب خټک)‏، (بالأردوية: افراسياب خٹک)‏ سياسي باكستاني ومثقف وناشط في حركة بشتون تحفظ.
بدأ نشاطه السياسي في السبعينيات، لكنه هرب إلى الاتحاد السوفييتي أثناء حكم الرئيس ضياء الحق. انضم ختك إلى الحزب الشيوعي الباكستاني المؤيد للسوفييت. وانضم لاحقًا إلى الحزب الاشتراكي المسمى حزب عوامي الوطني في عام 1980. وفي الثمانينيات حصل على اللجوء في جمهورية أفغانستان الديمقراطية، وكان بمثابة المستشار الأول للحكومة السوفيتية في المسائل المتعلقة بأفغانستان. وبعد معركة كابل 1992 استقر ختك في باكستان وأسس جمعية صداقة الشعب الباكستاني الأفغاني في عام 2001. وفي 200صبح رئيسًا للجنة حقوق الإنسان في باكستان. وفي عام 2006 انضم ختك إلى حزب عوامي الوطني. وكان رئيس الأمانة المركزية للشرطة الوطنية الأفغانية ومقرها في مقاطعة خيبر بختونخوا، عُلقت عضويته من حزب عوامي الوطني في 12 نوفمبر 2018. وهو حاليًا ناشط في حركة باشتون تحفظ.